# Santa María Ostuma
Santa María Ostuma es un distrito del municipio de La Paz Centro del departamento de La Paz, El Salvador. Según el censo oficial de 2024, tiene una población de 5.853 habitantes.

## Historia
El poblado es de origen prehispánico y era habitado por pipiles ostumas. En el año 1740, el alcalde mayor de San Salvador, don Manuel de Gálvez Corral, refería que la localidad se hallaba «en una de las faldas del volcán que le llaman de San Vicente y para llegar a este pueblo es muy peligroso el camino, por los muchos barrancos que se ofrecen». Para el año 1770, según el arzobispo de Guatemala Pedro Cortés y Larraz, tenía una población de 501 personas, y pertenecía al curato de Santiago Nonualco.
En 1786 pasó a formar parte del partido de Zacatecoluca en la Intendencia de San Salvador. En 1807, según el intendente Antonio Gutiérrez y Ulloa, la población era conformada por 8 españoles, 702 indios y 24 ladinos, esto es, un total de 734 personas; asimismo describe: «carecen de industria; su único cultivo son el maíz y otros frutos entre los cuales tiene preferencia la piña real, de singular volumen y delicadeza; crían algún ganado y en los varios ranchos de ladinos se cultiva algo de añil».

### Pos-independencia
Santa María Ostuma pertenece al departamento de La Paz desde 1852. 
En un informe de mejoras materiales del departamento de La Paz hecho en el 16 de enero de 1854, el gobernador Eustaquio Guirola tomó nota de que en Santa María Ostuma se hizo una casa de teja de escuela de 13 varas de largo y 9 de ancho, una puerta buena para el cabildo, se habían recogido algunos materiales en varios puntos donde deben hacerse calzadas y se acabó de dorar el camarín de nuestra señora de candelaria. En el informe hecho en el 16 de mayo, el gobernador José Rafael Molina tomó nota de que la municipalidad había concluido una casa de teja destinada para la escuela que se construyó el año pasado y se habían reparado sus caminos.
En el informe municipal del año 1858, tenía 1.260 habitantes; y en ese mismo documento se refiere que allí se cultivaban «"toda clase de árboles frutales, tales como "naranjos, limoneros, caraos, coyoles, zapotes, guayabos, anonos colorados, sunzapotes, paternos, papayos, y en especial hay grandes piñales de castilla muy ricas"». Adquirió el título de villa el 10 de abril de 1912.

## Información general
El distrito tiene un área de 24,12 km², y la cabecera una altitud de 620 m s. n. m. Las fiestas patronales se celebran a finales del mes de enero y principios de febrero en honor a la Virgen de la Candelaria. El topónimo Ostuma significa "Donde hay barrancos o donde hay cuevas", "Las cinco barrancas", o "Las cinco cuevas", como probable alusión "a la naturaleza barrancosa del terreno en que fue fundada". Por otra parte, en el municipio es celebrada la "Feria de la Piña" cada mes de junio.